# Septiembre Negro (organización)
Septiembre Negro (en árabe, أيلول الأسود, Aylūl al-Aswad) fue una organización terrorista palestina fundada en 1970. Tuvo nexos con diversos grupos dentro de la OLP, principalmente con Fatah, por entonces dirigida por Yasser Arafat, y más tarde con el FPLP. Fue responsable del asesinato del primer ministro de Jordania, Wasfi el-Tell, el 28 de noviembre de 1971, así como del secuestro y asesinato de once atletas israelíes durante los Juegos Olímpicos de Múnich 1972.

## Orígenes
El nombre «Septiembre Negro» surge del conflicto homónimo iniciado el 6 de septiembre de 1970, cuando el rey Hussein I de Jordania impuso la ley marcial en respuesta al intento de los fedayines de derrocarlo. Miles de palestinos fueron asesinados o expulsados en dicho período. El grupo comenzó siendo una pequeña célula de Fatah que buscaba vengarse de Hussein I y de las Fuerzas Armadas de Jordania, y prontamente se unieron a ella reclutas del FPLP, As-Saika y otras organizaciones.
Muchos de los primeros miembros de la organización eran disidentes del Fatah, cercanos a Abu Ali Iyad, comandante de las fuerzas de Fatah en el norte de Jordania, y que continuaron luchando aún después de que la OLP hubiera sido expulsada. Iyad fue asesinado el 23 de julio de 1971, y en su momento se afirmó que Wasfi el-Tell le había torturado y ejecutado personalmente.

## Estructura
Existe un desacuerdo entre historiadores y periodistas sobre la naturaleza de la organización Septiembre Negro y el alcance del control que Fatah ejercía sobre la misma.
En su libro Stateless, Salah Khalaf (Abu Iyad), jefe de seguridad de Arafat y miembro fundador de Fatah, escribió que 

«Septiembre Negro no era una organización terrorista, sino más bien una unidad auxiliar del movimiento de resistencia, en un momento en que éste último era incapaz de alcanzar todo su potencial militar y político. Los miembros de la organización siempre negaron cualquier lazo entre su organización y Fatah o la OLP.»

La negación descrita en las afirmaciones de Abu Iyad era mutua: según un artículo de 1972 del periódico jordano Al-Dustur, Abu Daoud, miembro de Septiembre Negro y antiguo miembro de la OLP, habría comentado a la policía jordana que «no existe tal organización. Fatah anuncia sus propias operaciones bajo este nombre para que Fatah no aparezca como ejecutor directo de la operación.» Un telegrama fechado el 13 de marzo de 1973 y desclasificado en 1981 por el Departamento de Estado de EE. UU., parece confirmar que Septiembre Negro era en efecto un apéndice de Fatah.
Según el periodista estadounidense John Cooley, el grupo representaba «una ruptura total con los antiguos métodos operacionales y organizacionales de los fedayines. Sus miembros operaban en células herméticas de cuatro o más hombres y mujeres. Los miembros de cada célula eran deliberadamente mantenidos ignorantes de las otras células. El liderazgo era ejercido desde afuera por intermediarios y 'cortes' (sic).» Aun así, no existía un liderazgo centralizado.
Cooley afirma que muchas de las células en Europa y en todo el mundo estaban compuestas por palestinos y otros árabes que habían vivido en sus países de residencia como estudiantes, maestros, empresarios y diplomáticos durante muchos años. Operando sin un liderazgo central, era una «verdadera dirección colegiada». La estructura celular y la filosofía operativa protegieron a los operativos asegurando que la aprehensión o vigilancia de una célula no afectara a las otras. Esta disposición ofrecía una negación plausible a la conducción de Fatah, que siempre tuvo el recaudo de distanciarse de las operaciones de Septiembre Negro.
Benny Morris, en aquel entonces profesor de historia en la Universidad Ben-Gurión del Néguev, opina que Fatah necesitaba a Septiembre Negro. El académico escribió: «Existía un problema de cohesión interna en la OLP o el Fatah, con extremistas demandando constantemente una mayor combatividad. Aparentemente, los moderados consintieron en la creación de Septiembre Negro para poder sobrevivir.» Como resultado de dicha presión, afirmaba Morris, un congreso de Fatah celebrado entre agosto y septiembre de 1971 en Damasco acordó el establecimiento de Septiembre Negro. La nueva organización estaba basada en el aparato de seguridad e inteligencia especial de Fatah, así como las oficinas y representantes de la OLP en varias capitales europeas. Asimismo, desde muy temprano, existió cooperación entre Septiembre Negro y el FPLP.
La organización fue desmantelada en septiembre de 1973, en el tercer aniversario de su creación, debido al «cálculo político de que el terrorismo en el extranjero no traería ningún bien.» En 1974, Arafat ordenó a la OLP abstenerse de cometer actos de violencia fuera de Cisjordania, la Franja de Gaza e Israel.
A partir de 1974, otras agrupaciones como Abu Nidal y el FPLP comenzaron a relacionar el nombre Septiembre Negro con algunos de sus propios actos. Sin embargo, lo más probable es que estos grupos no tuvieran nada que ver con la organización original.

## Masacre de Múnich
Su acto más conocido fue la Masacre de Múnich, nombre dado por los medios al secuestro y asesinato de once atletas israelíes durante los Juegos Olímpicos de 1972. En el acto además perdieron la vida cinco miembros de Septiembre Negro y un policía alemán. El nombre oficial de la operación era Ikrit y Biram, en honor a dos aldeas palestinas cuyos habitantes fueron masacrados o expulsados por la Haganá en 1948.

## Otros hechos
Otros actos atribuidos a Septiembre Negro fueron:
1971
- 24 de agosto, Madrid: explosión de un artefacto dentro de un avión en el que anteriormente había viajado la reina madre jordana Zein. Este hecho ha sido atribuido a Septiembre Negro.
- 9 de septiembre, Jordania: una bomba causa daños en el Oleoducto Transarábigo, cerca de la frontera siriojordana. El grupo coloca un segundo artefacto el día 17.
- 11 de noviembre, Amán: explosión de una bomba en el Hotel Intercontinental en la capital jordana, siendo el objetivo ciudadanos estadounidenses.
- 28 de noviembre, El Cairo: asesinato del primer ministro jordano Wasfi el-Tell por miembros de Septiembre Negro.
- 15 de diciembre, Londres: intento de asesinato contra el embajador jordano Zaid Rifai.

1972
- 6 de febrero, Ravenstein, Países Bajos: incendio de petroleros de Gulf Oil mediante explosiones. Septiembre Negro se adjudica los atentados afirmando que Gulf Oil prestaba ayuda a Israel.
- 6 de febrero, Brühl, Renania del Norte-Westfalia: miembros de Septiembre Negro asesinan a cinco jordanos sospechados de espiar para Israel cerca de Colonia.
- 8 de febrero, Hamburgo: una bomba explota en la fábrica de motores Streuber, que producía generadores eléctricos para Israel.
- 8 de mayo, Israel: secuestro de un avión comercial belga que volaba desde Viena a Tel Aviv. El avión fue rescatado por comandos israelíes en una operación exitosa.
- 5 de septiembre, Múnich: masacre de Múnich.

1973
- 1 de marzo: Atentado contra la embajada saudí en Sudán, que costó la vida a tres personas, entre ellas el embajador de Estados Unidos.
- 2 de marzo: Atentado fallido en Nueva York con coches bomba.
- 5 de agosto: Dos fedayines abrieron fuego en el salón de pasajeros del Aeropuerto Internacional de Ellinikon, matando a tres personas e hiriendo a 55. Otro grupo comando secuestraría un Boeing 737 de Lufthansa en Roma en diciembre de ese año, exigiendo la liberación de los terroristas sobrevivientes.

1981
- 20 de octubre: Un coche bomba fue detonado frente a una sinagoga portuguesa en la ciudad de Amberes, en Bélgica, matando a tres personas e hiriendo a 106. Septiembre Negro se adjudicó la responsabilidad del hecho al día siguiente.[6]